# Bergens rådhus

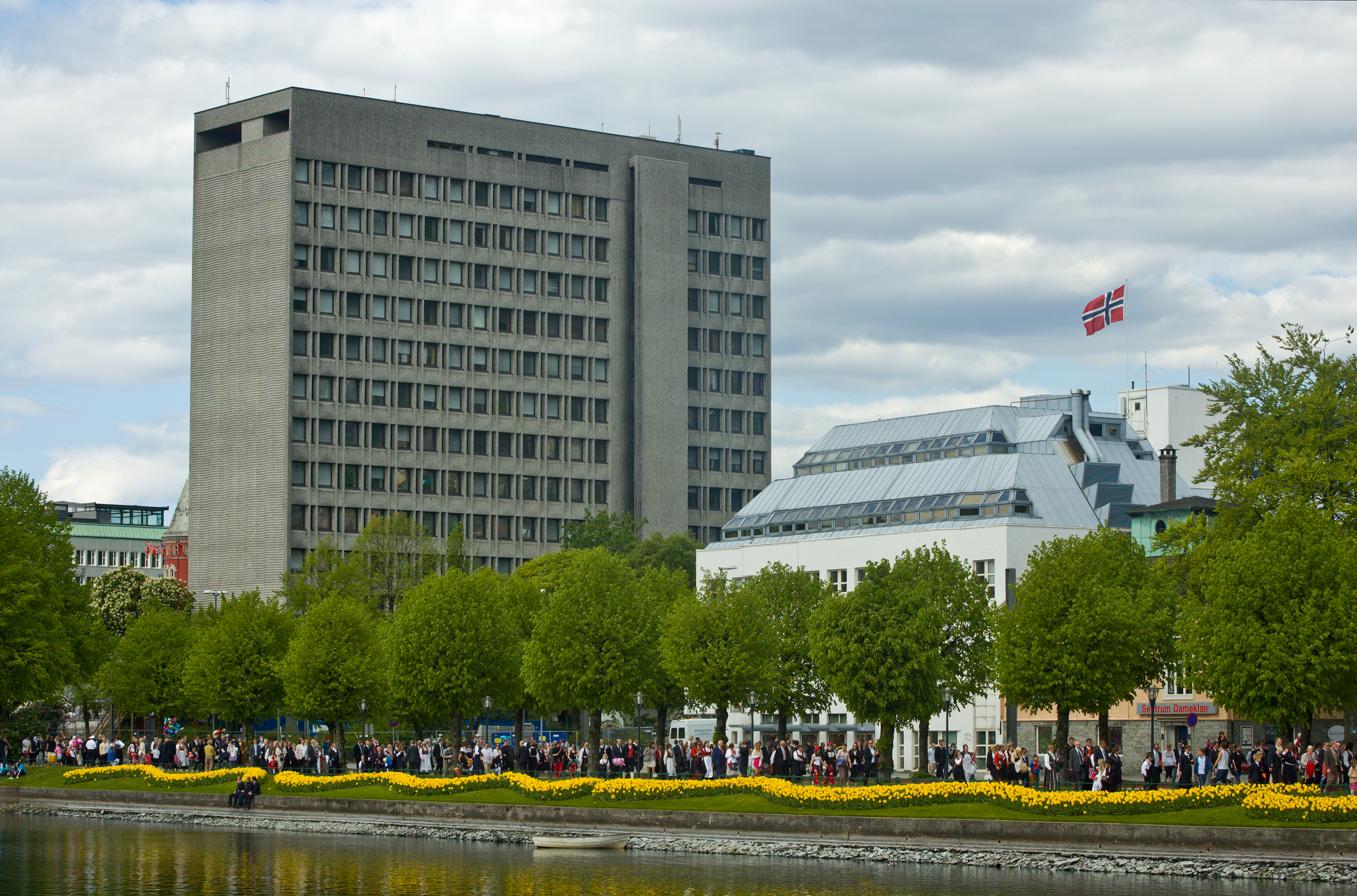
Bergens rådhus.

Bergens rådhus (norska: Bergen rådhus) är en byggnad  på Rådhusgaten 10 i staden Bergen i Vestland fylke i västra Norge. Det är säte för Bergens kommuns administration och politiska styre. Kommunfullmäktige (norska: bystyret) sammanträder dock i det gamla rådhuset från 1500-talet. Byggnaden ritades av Erling Viksjø som vann arkitekttävlingen 1953. Byggnaden ändrades efter protester mot rivningar av äldre bebyggelse och minskade i omfång. Byggarbetena startade först 1971 och byggnaden var klar 1974. Byggnaden har en fasad av naturbetong.